# Нафтоїди
Нафтоїди (рос. нафтоиды, англ. naphthoids; нім. Naphtoide n pl) — група природних бітумів, що утворюються при локальному впливі високої температури і тиску на породи збагачені органічною речовиною.
Нафтоїди за умовами утворення поділяють на піронафтоїди, що є продуктами піролізу органічної речовини при контактному метаморфізмі, і тектонафтоїди (випоти), що формуються при нижчих температурах внаслідок витискання мобільних компонентів органічної речовини в сусідні порожнини порід. Найпоширеніші нафтоїди за фізико-хімічними показниками аналогічні асфальтовим бітумам групи нафтидів. Нафтоїди поділяються на ті ж класи (мальти, асфальти, асфальтити, керити, антраксоліти). Масштаби скупчень нафтоїдів незрівнянно менші, ніж нафтидів; добуваються і використовуються спільно з нафтидами.